# Eli Stone/Episodenliste

Logo zur Serie Eli Stone

Diese Episodenliste enthält alle 26 Episoden der US-amerikanischen Dramedy-Fernsehserie Eli Stone, sortiert nach der US-amerikanischen Erstausstrahlung.

## Übersicht
| Staffel | Episodenanzahl | Erstveröffentlichung USA | Erstveröffentlichung USA | Deutschsprachige Erstausstrahlung | Deutschsprachige Erstausstrahlung |
| Staffel | Episodenanzahl | Premiere                 | Finale                   | Premiere                          | Finale                            |
| ------- | -------------- | ------------------------ | ------------------------ | --------------------------------- | --------------------------------- |
| 1       | 13             | 31. Januar 2008          | 17. April 2008           | 6. August 2008                    | 15. Oktober 2008                  |
| 2       | 13             | 14. Oktober 2008         | 3. April 2009            | 14. Januar 2009                   | 10. Oktober 2010                  |

## Staffel 1
Die Erstausstrahlung der ersten Staffel war vom 31. Januar bis zum 17. April 2008 auf dem US-amerikanischen Fernsehsender ABC zu sehen. Die deutschsprachige Erstausstrahlung sendete der deutsche Fernsehsender ProSieben vom 6. August bis zum 15. Oktober 2008.
| Nr. (ges.) | Nr. (St.) | Deutscher Titel     | Originaltitel               | Erstausstrahlung USA | Deutschsprachige Erstausstrahlung (D) | Regie               | Drehbuch                               | Zuschauer (USA) | Quoten (D) |
| ---------- | --------- | ------------------- | --------------------------- | -------------------- | ------------------------------------- | ------------------- | -------------------------------------- | --------------- | ---------- |
| 1          | 1         | Ruf des Propheten   | Faith                       | 31. Jan. 2008        | 6. Aug. 2008                          | Ken Olin            | Greg Berlanti & Marc Guggenheim        | 11,83 Mio.      | 1,68 Mio.  |
| 2          | 2         | Doppeldecker        | Freedom                     | 7. Feb. 2008         | 6. Aug. 2008                          | Michael Schultz     | Greg Berlanti & Marc Guggenheim        | 9,38 Mio.       | 1,68 Mio.  |
| 3          | 3         | Verlobungsparty     | Father Figure               | 14. Feb. 2008        | 13. Aug. 2008                         | Christopher Misiano | Alex Taub & Brett Mahoney              | 7,82 Mio.       | 1,52 Mio.  |
| 4          | 4         | Mr. Koma            | Wake Me Up Before You Go-Go | 21. Feb. 2008        | 20. Aug. 2008                         | David Petrarca      | Courtney Kemp Agboh & Wendy Mericle    | 7,61 Mio.       | 1,25 Mio.  |
| 5          | 5         | Noch ein Versuch    | One More Try                | 28. Feb. 2008        | 27. Aug. 2008                         | Ron Underwood       | Leila Gerstein & Steve Lichtman        | 7,46 Mio.       | 1,07 Mio.  |
| 6          | 6         | Der Regenmacher     | Something To Save           | 6. März 2008         | 3. Sep. 2008                          | Michael Schultz     | Andrew Kreisberg & Marc Guggenheim     | 7,14 Mio.       | 1,11 Mio.  |
| 7          | 7         | Der Drachentöter    | Heal the Pain               | 13. März 2008        | 10. Sep. 2008                         | Sandy Smolan        | Alex Taub & Moira Walley               | 7,31 Mio.       | 0,87 Mio.  |
| 8          | 8         | Erdbebenwarnung     | Praying for Time            | 20. März 2008        | 17. Sep. 2008                         | David Petrarca      | Courtney Kemp Agboh & Brett Mahoney    | 7,32 Mio.       | 1,05 Mio.  |
| 9          | 9         | Keuschheitsprogramm | I Want Your Sex             | 27. März 2008        | 24. Sep. 2008                         | Christopher Misiano | Leila Gerstein & Wendy Mericle         | 6,53 Mio.       | 1,17 Mio.  |
| 10         | 10        | Herzschlag          | Heartbeat                   | 3. Apr. 2008         | 1. Okt. 2008                          | Vincent Misiano     | Andrew Kreisberg & Steve Lichtman      | 5,88 Mio.       | 1,11 Mio.  |
| 11         | 11        | Schimpansenliebe    | Patience                    | 10. Apr. 2008        | 8. Okt. 2008                          | Perry Lang          | Brett Mahoney & Alex Taub              | 5,97 Mio.       | 1,16 Mio.  |
| 12         | 12        | Das große Beben     | Waiting for That Day        | 13. Apr. 2008        | 15. Okt. 2008                         | David Petrarca      | Oscar Balderrama & Anna Beth Chao      | 9,25 Mio.       | 0,95 Mio.  |
| 13         | 13        | Lebende Tote        | Soul Free                   | 17. Apr. 2008        | 15. Okt. 2008                         | Michael Lange       | Andrew Kreisberg & Courtney Kemp Agboh | 6,45 Mio.       | 1,04 Mio.  |

## Staffel 2
Die Erstausstrahlung der zweiten Staffel war vom 14. Oktober bis zum 30. Dezember 2008 auf dem US-amerikanischen Fernsehsender ABC zu sehen. Die letzten vier Episoden wurden vom 13. März bis zum 3. April 2009 in Irland erstausgestrahlt. Die deutschsprachige Erstausstrahlung sendete der deutsche Fernsehsender ProSieben vom 14. Januar bis zum 12. März 2009 und der deutsche Fernsehsender sixx zwischen dem 19. September und dem 10. Oktober 2010.
| Nr. (ges.) | Nr. (St.) | Deutscher Titel         | Originaltitel                  | Erstausstrahlung USA/IRL | Deutschsprachige Erstausstrahlung (D) | Regie            | Drehbuch                           | Zuschauer (USA) | Quoten (D) |
| ---------- | --------- | ----------------------- | ------------------------------ | ------------------------ | ------------------------------------- | ---------------- | ---------------------------------- | --------------- | ---------- |
| 14         | 1         | Rückkehr des Propheten  | The Path                       | 14. Okt. 2008            | 14. Jan. 2009                         | Perry Lang       | Marc Guggenheim & Andrew Kreisberg | 8,82 Mio.       | 0,70 Mio.  |
| 15         | 2         | Grace                   | Grace                          | 21. Okt. 2008            | 21. Jan. 2009                         | David Petrarca   | Leila Gerstein & Alex Taub         | 8,51 Mio.       | 0,56 Mio.  |
| 16         | 3         | Moment der Klarheit     | Unwritten                      | 28. Okt. 2008            | 28. Jan. 2009                         | Vincent Misiano  | Andrew Kreisberg & Leila Gerstein  | 7,67 Mio.       | 0,71 Mio.  |
| 17         | 4         | Neuanfang               | Should I Stay, or Should I Go? | 11. Nov. 2008            | 4. Feb. 2009                          | Jamie Babbit     | Steve Lichtman & Brett Mahoney     | 7,44 Mio.       | 0,62 Mio.  |
| 18         | 5         | Der Philanthrop         | The Humanitarian               | 18. Nov. 2008            | 11. Feb. 2009                         | David Petrarca   | Wendy Mericle & Dahvi Waller       | 6,87 Mio.       | 0,64 Mio.  |
| 19         | 6         | Geburtstagsüberraschung | Happy Birthday Nate            | 2. Dez. 2008             | 19. Feb. 2009                         | Perry Lang       | Alex Taub & Brett Mahoney          | 4,93 Mio.       | 0,29 Mio.  |
| 20         | 7         | Help!                   | Help!                          | 9. Dez. 2008             | 26. Feb. 2009                         | Michael Grossman | Andrew Kreisberg & Steve Lichtman  | 4,89 Mio.       | 0,25 Mio.  |
| 21         | 8         | Einsame Herzen          | Owner of a Lonely Heart        | 16. Dez. 2008            | 5. März 2009                          | Ron Underwood    | Leila Gerstein                     | 5,15 Mio.       | 0,37 Mio.  |
| 22         | 9         | Zwei Priester           | Two Ministers                  | 30. Dez. 2008            | 12. März 2009                         | David Petrarca   | Dahvi Waller & Wendy Mericle       | 3,81 Mio.       | 0,25 Mio.  |
| 23         | 10        | Überraschung in Sonoma  | Sonoma                         | 13. März 2009            | 19. Sep. 2010                         | Vincent Misiano  | Brett Mahoney & Alex Taub          | 2,50 Mio.       | –          |
| 24         | 11        | Das Zeitfenster         | Mortal Combat                  | 20. März 2009            | 26. Sep. 2010                         | Michael Schultz  | Marc Guggenheim & Leila Gerstein   | 2,69 Mio.       | –          |
| 25         | 12        | Absturz                 | Tailspin                       | 27. März 2009            | 3. Okt. 2010                          | Bethany Rooney   | Andrew Kreisberg & Steve Lichtman  | 2,65 Mio.       | –          |
| 26         | 13        | Flugsicherung           | Flight Path                    | 3. Apr. 2009             | 10. Okt. 2010                         | David Petrarca   | Oscar Balderrama & Lindsey Allen   | 2,76 Mio.       | –          |